# Circoscrizione Abruzzi e Molise (Senato della Repubblica)
La Circoscrizione Abruzzi e Molise è stata una circoscrizione elettorale italiana per il Senato della Repubblica, esistita tra il 1953 e il 1968.

## Storia
La circoscrizione elettorale venne istituita nel 1953 tramite l'unione delle circoscrizioni Abruzzo e Molise, al tempo unica regione, in ottemperanza alla Costituzione della Repubblica Italiana che prescrive, all'art. 57, che «il Senato della Repubblica è eletto a base regionale»; in via provvisoria, infatti, fu applicata una disposizione transitoria della Costituzione della Repubblica italiana che prevedeva che "Per la prima elezione del Senato il Molise è considerato come Regione a sé stante, con il numero dei senatori che gli compete in base alla sua popolazione." Nel 1963 avvenne la suddivisione della regione e anche le circoscrizioni tornano a essere separate.

## Territorio
La circoscrizione, per tutta la sua esistenza, occupava il territorio della regione Abruzzi e Molise.

## Seggi
Tra il 1953 e il 1963 la circoscrizione ebbe 8 seggi, mentre tra il 1963 e il 1968 furono passati a 9.

## Collegi elettorali
1. Avezzano
2. Campobasso-Isernia
3. Chieti
4. L'Aquila-Sulmona
5. Lanciano-Vasto
6. Larino
7. Pescara
8. Teramo

## Risultati 1953-1968
In base alla legge in vigore dal 1948, essenzialmente proporzionale, i partiti presentavano in ogni circoscrizione un candidato per ogni collegio. All'interno di ciascun collegio, veniva eletto senatore il candidato che avesse raggiunto il quorum del 65% delle preferenze. Qualora nessun candidato avesse conseguito l'elezione, i voti di tutti i candidati venivano raggruppati nelle liste di partito a livello regionale, dove i seggi venivano allocati utilizzando il metodo D'Hondt delle maggiori medie statistiche e quindi, all'interno di ciascuna lista, venivano dichiarati eletti senatori i candidati con le migliori percentuali di preferenza.

### II legislatura
| Partito                            | Partito                                                                    | Risultati 7 giugno 1953 | Risultati 7 giugno 1953 | Risultati 7 giugno 1953 | Seggi | Seggi |
| Partito                            | Partito                                                                    | Voti                    | %                       | ±                       | Num   | ±     |
| ---------------------------------- | -------------------------------------------------------------------------- | ----------------------- | ----------------------- | ----------------------- | ----- | ----- |
|                                    | Democrazia Cristiana                                                       | 334 985                 | 43,42                   | n.d.                    | 5     | n.d.  |
|                                    | Tre Stelle - Pace Libertà Lavoro                                           | 75 813                  | 9,83                    | n.d.                    | 2     | n.d.  |
|                                    | Movimento Sociale Italiano                                                 | 66 374                  | 8,60                    | n.d.                    | 0     | n.d.  |
|                                    | Partito Nazionale Monarchico                                               | 53 907                  | 6,99                    | n.d.                    | 0     | n.d.  |
|                                    | Partito Liberale Italiano                                                  | 49 350                  | 6,40                    | n.d.                    | 0     | n.d.  |
|                                    | Corona Reale Nodo Sabaudo                                                  | 32 694                  | 4,24                    | n.d.                    | 1     | n.d.  |
|                                    | Gallo                                                                      | 31 868                  | 4,13                    | n.d.                    | 0     | n.d.  |
|                                    | Tre Spighe - Pace Libertà Lavoro                                           | 26 709                  | 3,46                    | n.d.                    | 0     | n.d.  |
|                                    | Campanile                                                                  | 22 279                  | 2,89                    | n.d.                    | 0     | n.d.  |
|                                    | Partito Socialista Democratico Italiano                                    | 21 406                  | 2,77                    | n.d.                    | 0     | n.d.  |
|                                    | Tre Spighe - Pace Libertà Costituzione                                     | 20 885                  | 2,71                    | n.d.                    | 0     | n.d.  |
|                                    | Antenna con Due Spighe                                                     | 20 635                  | 2,67                    | n.d.                    | 0     | n.d.  |
|                                    | Partito Repubblicano Italiano                                              | 8 528                   | 1,11                    | n.d.                    | 0     | n.d.  |
|                                    | Unità Popolare                                                             | 3 402                   | 0,44                    | n.d.                    | 0     | n.d.  |
|                                    | UNSIPO (Unione Nazionale Socialisti Indipendenti Progressisti Occidentali) | 1 826                   | 0,24                    | n.d.                    | 0     | n.d.  |
|                                    | Spighe con croce e scritta Molise                                          | 791                     | 0,10                    | n.d.                    | 0     | n.d.  |
|                                    |                                                                            |                         |                         |                         |       |       |
| Iscritti                           | Iscritti                                                                   | 905 268                 | 100,00                  |                         |       |       |
| ↳ Votanti (% su iscritti)          | ↳ Votanti (% su iscritti)                                                  | 825 692                 | 91,21                   | n.d.                    |       |       |
| ↳ Voti validi (% su votanti)       | ↳ Voti validi (% su votanti)                                               | 771 452                 | 93,43                   |                         |       |       |
| ↳ Schede non valide (% su votanti) | ↳ Schede non valide (% su votanti)                                         | 54 240                  | 6,57                    |                         |       |       |
| ↳ Astenuti (% su iscritti)         | ↳ Astenuti (% su iscritti)                                                 | 79 576                  | 8,79                    |                         |       |       |

| Eletti | Eletti                  |
| ------ | ----------------------- |
|        | Raffaele Caporali       |
|        | Giuseppe Cerulli Irelli |
|        | Angelo De Luca          |
|        | Giuseppe Magliano       |
|        | Angelo Donato Tirabassi |
|        | Armando Cermignani      |
|        | Leo Leone               |
|        | Raffaele Paolucci       |

### III legislatura
| Partito                            | Partito                                          | Risultati 25 maggio 1958 | Risultati 25 maggio 1958 | Risultati 25 maggio 1958 | Seggi | Seggi   |
| Partito                            | Partito                                          | Voti                     | %                        | ±                        | Num   | ±       |
| ---------------------------------- | ------------------------------------------------ | ------------------------ | ------------------------ | ------------------------ | ----- | ------- |
|                                    | Democrazia Cristiana                             | 365 080                  | 45,39                    | n.d.                     | 5     | Stabile |
|                                    | Partito Comunista Italiano                       | 164 904                  | 20,50                    | n.d.                     | 2     | 2       |
|                                    | Partito Socialista Italiano                      | 74 051                   | 9,21                     | n.d.                     | 1     | 1       |
|                                    | Movimento Sociale Italiano                       | 55 221                   | 6,87                     | n.d.                     | 0     | Stabile |
|                                    | Partito Monarchico Popolare                      | 44 338                   | 5,51                     | n.d.                     | 0     | Stabile |
|                                    | Partito Nazionale Monarchico                     | 37 141                   | 4,62                     | n.d.                     | 0     | Stabile |
|                                    | Partito Liberale Italiano                        | 31 544                   | 3,92                     | n.d.                     | 0     | Stabile |
|                                    | Partito Socialista Democratico Italiano          | 20 279                   | 2,52                     | n.d.                     | 0     | Stabile |
|                                    | Partito Repubblicano Italiano - Partito Radicale | 8 235                    | 1,02                     | n.d.                     | 0     | Stabile |
|                                    | Partito Nazionale del Lavoro                     | 3 588                    | 0,45                     | n.d.                     | 0     | Stabile |
|                                    |                                                  |                          |                          |                          |       |         |
| Iscritti                           | Iscritti                                         | 963 395                  | 100,00                   |                          |       |         |
| ↳ Votanti (% su iscritti)          | ↳ Votanti (% su iscritti)                        | 850 780                  | 88,31                    | n.d.                     |       |         |
| ↳ Voti validi (% su votanti)       | ↳ Voti validi (% su votanti)                     | 804 381                  | 94,55                    |                          |       |         |
| ↳ Schede non valide (% su votanti) | ↳ Schede non valide (% su votanti)               | 46 399                   | 5,45                     |                          |       |         |
| ↳ Astenuti (% su iscritti)         | ↳ Astenuti (% su iscritti)                       | 112 615                  | 11,69                    |                          |       |         |

| Eletti | Eletti                  |
| ------ | ----------------------- |
|        | Vincenzo Bellisario     |
|        | Giuseppe Cerulli Irelli |
|        | Angelo De Luca          |
|        | Giuseppe Magliano       |
|        | Angelo Donato Tirabassi |
|        | Vincenzo Chiola         |
|        | Leo Leone               |
|        | Vincenzo Milillo        |

### IV legislatura
| Partito                            | Partito                                          | Risultati 28 aprile 1963 | Risultati 28 aprile 1963 | Risultati 28 aprile 1963 | Seggi | Seggi   |
| Partito                            | Partito                                          | Voti                     | %                        | ±                        | Num   | ±       |
| ---------------------------------- | ------------------------------------------------ | ------------------------ | ------------------------ | ------------------------ | ----- | ------- |
|                                    | Democrazia Cristiana                             | 348 036                  | 44,22                    | n.d.                     | 5     | Stabile |
|                                    | Partito Comunista Italiano                       | 178 602                  | 22,69                    | n.d.                     | 2     | Stabile |
|                                    | Partito Socialista Italiano                      | 85 276                   | 10,83                    | n.d.                     | 1     | Stabile |
|                                    | Movimento Sociale Italiano                       | 60 401                   | 7,67                     | n.d.                     | 1     | 1       |
|                                    | Partito Socialista Democratico Italiano          | 48 951                   | 6,22                     | n.d.                     | 0     | Stabile |
|                                    | Partito Liberale Italiano                        | 38 930                   | 4,95                     | n.d.                     | 0     | Stabile |
|                                    | Partito Democratico Italiano di Unità Monarchica | 19 910                   | 2,53                     | n.d.                     | 0     | Stabile |
|                                    | Partito Repubblicano Italiano                    | 6 956                    | 0,88                     | n.d.                     | 0     | Stabile |
|                                    |                                                  |                          |                          |                          |       |         |
| Iscritti                           | Iscritti                                         | 974 476                  | 100,00                   |                          |       |         |
| ↳ Votanti (% su iscritti)          | ↳ Votanti (% su iscritti)                        | 836 201                  | 85,81                    | n.d.                     |       |         |
| ↳ Voti validi (% su votanti)       | ↳ Voti validi (% su votanti)                     | 787 062                  | 94,12                    |                          |       |         |
| ↳ Schede non valide (% su votanti) | ↳ Schede non valide (% su votanti)               | 49 139                   | 5,88                     |                          |       |         |
| ↳ Astenuti (% su iscritti)         | ↳ Astenuti (% su iscritti)                       | 138 275                  | 14,19                    |                          |       |         |

| Eletti | Eletti                       |
| ------ | ---------------------------- |
|        | Vincenzo Bellisario          |
|        | Pietro De Dominicis          |
|        | Angelo De Luca               |
|        | Giuseppe Magliano            |
|        | Giuseppe Spataro             |
|        | Francescopaolo D'Angelosante |
|        | Luigi Di Paolantonio         |
|        | Vincenzo Milillo             |
|        | Nicola Tommaso Pace          |